# ジャック・ディーヴァル
ジャック・ディーヴァル（Jack Diéval、1920年12月21日 - 2012年10月31日）は、フランスのジャズ・ピアニスト、作曲家、バンドリーダー。
ディーヴァルの両親もジャズ・ミュージシャンで、デデ・ジャズ・バンド（DéDé Jazz Band）として知られるアンサンブルを率いていた。ドゥエー音楽院でヴィクトール・ガロワに師事し音楽を学び、14歳からリールでプロの演奏家として活動していた。1942年にチュニス放送局で短期間働いた後、パリに移り、1943年から1946年までアリックス・コンベルのもとで活動した。戦後はドン・バイアス、ノエル・シブース、ビル・コールマン、ステファン・グラッペリ、ジェイムズ・ムーディ、ユベール・ロスタンらと活動し、1953年に自身のクインテットを結成した。その伴奏にはトロンボーンのビル・タンパーとサックスのジャン＝クロード・フォーレンバッハが在籍した。
1970年代にはロジェ・ゲランやミシェル・ゴードリーと共演し、1973年の『Le Serpent Vert』などの作曲にも携わった。